# Lactarius mammosus
Lactarius mammosus (Elias Magnus Fries, 1838), sin. Lactarius fuscus (Léon Louis Rolland, 1899), este o specie de ciuperci necomestibile din încrengătura Basidiomycota în familia Russulaceae și de genul Lactarius. O denumire populară nu este cunoscută. Acest burete nu prea răspândit coabitează, fiind un simbiont micoriza (formează micorize pe rădăcinile arborilor). În România, Basarabia și Bucovina de Nord trăiește pe sol proaspăt, moderat umed, acru-humos și argilos-nisipos, în grupuri, nu rar pe mușchi, în păduri de conifere și mixte precum la marginea zăvoaielor, preponderent sub molizi, dar, de asemenea, sub pini, ocazional și pe lângă mesteceni. Apare de la câmpie la munte, din iulie până în octombrie (noiembrie).

## Taxonomie

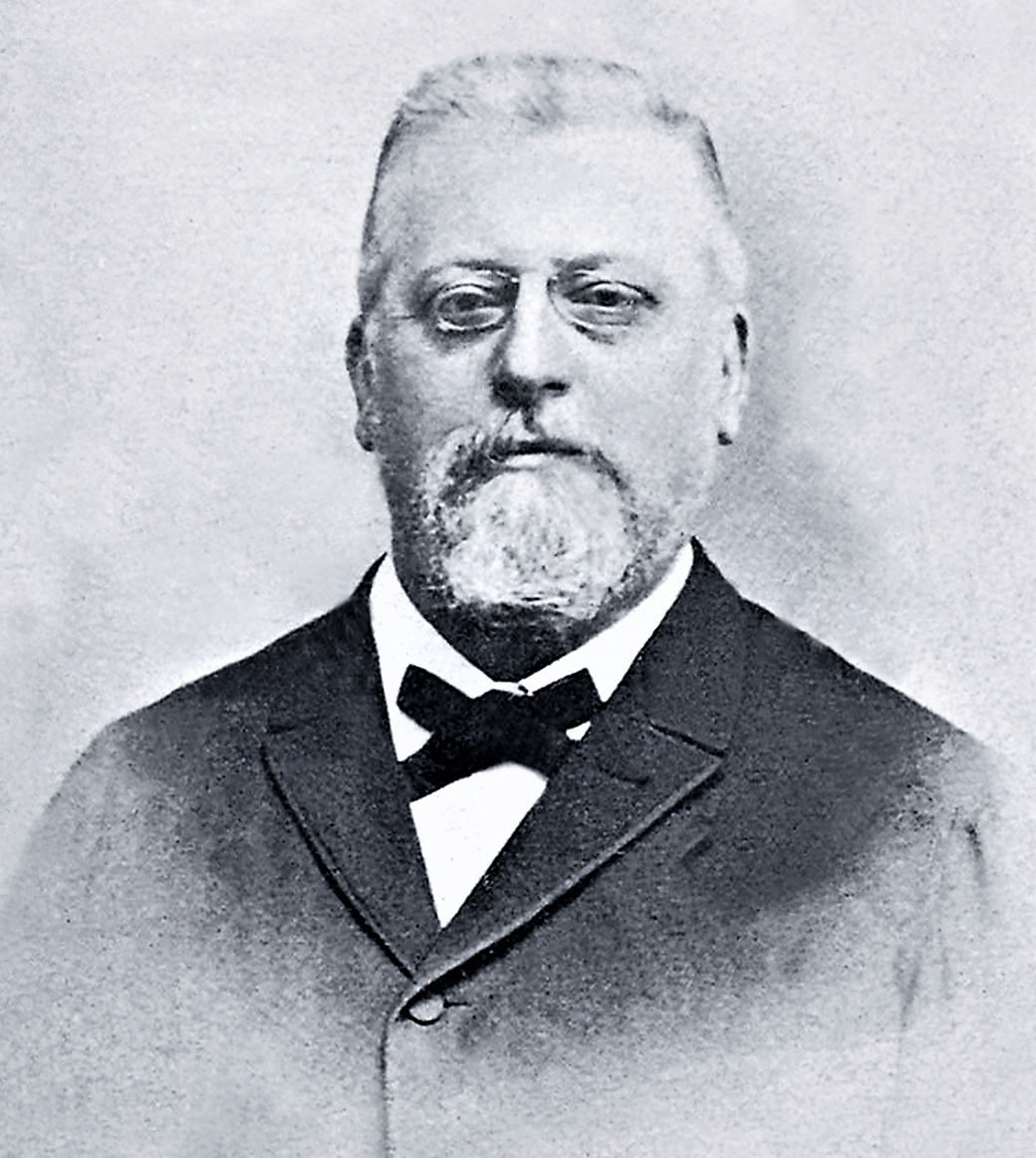
Rolland

Specia a fost descrisă de mai mulți micologi cunoscuți sub diverse denumiri (vezi infocasetă) acceptate sinonim, însă aproape cu toate nefolosite. 
Numele binomial este cel determinat de marele savant Elias Magnus Fries drept Agaricus mammosus, de verificat în cartea sa Epicrisis systematis mycologici, seu synopsis hymenomycetum din 1838, fiind numele actual valabil (2020).
Denumirea Lactarius fuscus, hotărâtă de micologul francez Léon Louis Rolland, publicată în volumul 15 al jurnalului micologic Société Mycologique de France din 1899, este nu rar folosită în cărți micologice. Deși acceptată preponderent doar sinonim al speciei aici descrise, Mycobank o vede specie independentă.
Epitetul este derivat din cuvântul latin (latină mammosus=țâțos), datorită aspectului cocoașei în centrul pălăriei.

## Descriere

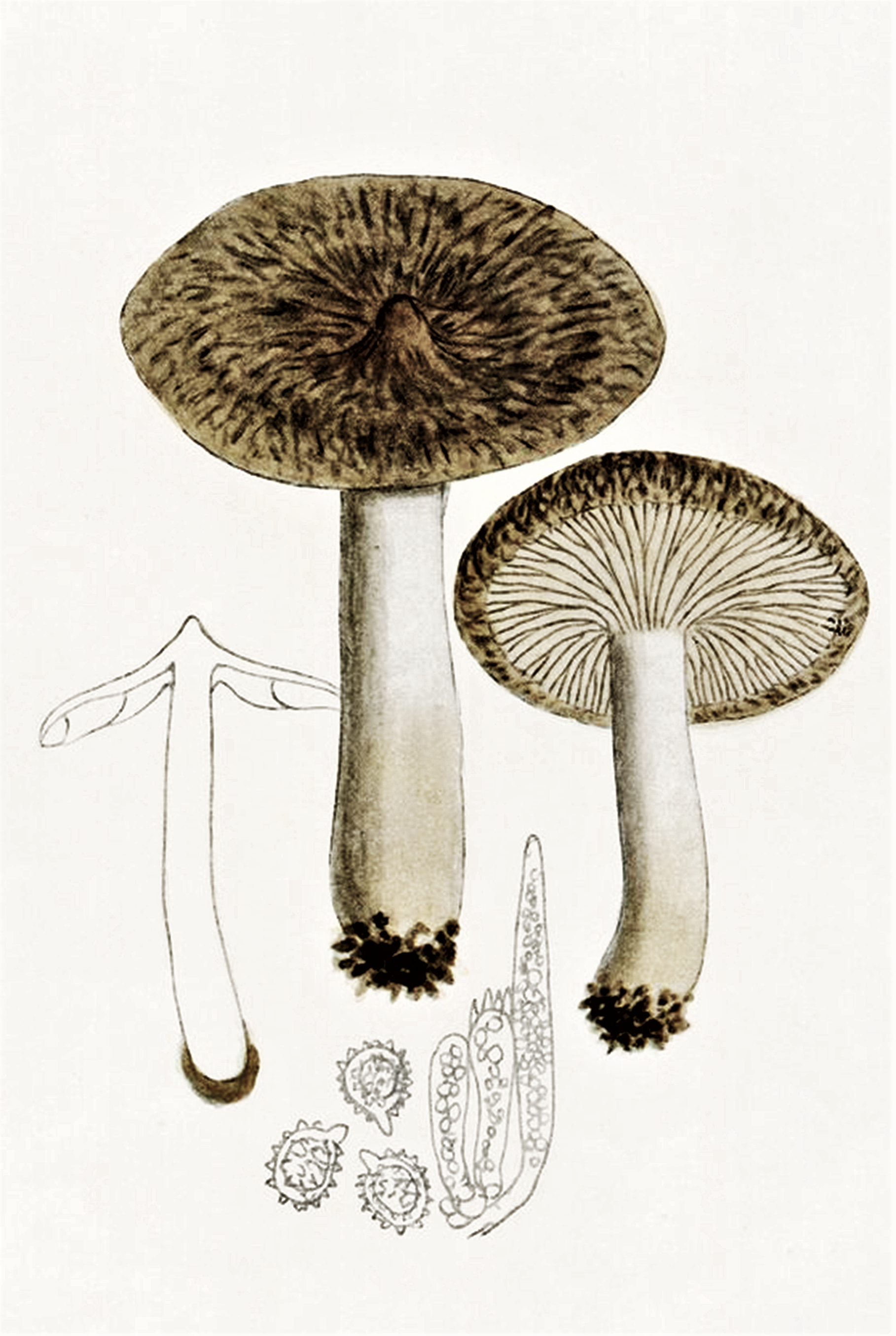
Bres.: Lactarius mammosus

- Pălăria: are un diametru de 3–9 (11)cm, este destul de subțire și fragilă, inițial convexă, mai târziu aplatizată precum slab adâncită, prezentând în tinerețe o cocoașă mică și ascuțită centrală cu aspect mamelar care se lărgește și turtește cu timpul, dispărând de obicei la bătrânețe. Marginea este pentru mult timp răsfrântă spre inferior și netedă, apoi mai mult sau mai puțin ondulată, uneori cu rupturi. Cuticula, este uscată, dar pe vreme umedă lipicioasă și slinoasă, netedă până fin catifelată, nu rar cu zone concentrice slab conturate. Coloritul variabil poate fi gri-brun, brun-roșcat, brun-măsliniu sau și gri-roșiatic cu nuanțe puternice purpurii.
- Lamelele: sunt subțiri și îndesate, în vârstă ceva bombate spre tijă, cu lame intercalate, ocazional și bifurcate, având muchii netede. Sunt aderate sau slab decurente la picior. Coloritul, în tinerețe albicios, devine mai târziu crem-gălbui sau ocru, și în sfârșit sumbru crem-portocaliu până ocru închis.
- Piciorul: are o înălțime de 3-7 cm și o grosime de 0,7-1,5cm, este uscat, cilindric și spre bază ușor îngroșat, în tinerețe brumat flocos, apoi neted sau reticulat fin, la bătrânețe gol, precum plin, mai târziu împăiat pe dinăuntru. Coloritul suprafeței este albicios, palid ocru sau deschis gri-brun, în vârstă roz-brun până ocru-brun. Nu prezintă o zonă inelară.
- Carnea: albicioasă până de un palid crem, destul de subțire și fragilă, capătă repede un miros puternic de fulgi de cocos, după uscare de cicoare, uneori cu nuanțe de anason, gustul fiind amar și destul de iute.
- Laptele: care curge la început abundent este alb și nu se decolorează, gustul fiind, mai întâi blând, apoi repede amar și iute ca și carnea.[3][4]
- Caracteristici microscopice: are spori rotunjori până slab ovoidali de 8-9 x 6–7 microni cu apicol și pereți groși, fiind amiloizi (ce înseamnă colorabilitatea structurilor tisulare folosind reactivi de iod), hialini (translucizi) și acoperiți cu crestături scurte precum cu negi ascuțiți și aproape complet reticulați de 0,5-12µm înălțime. Pulberea lor este crem-gălbuie. Basidiile cu de obicei 4 sterigme fiecare sunt clavate, măsurând 40-45 × 7-9 microni. Cistidelele (elemente sterile situate în stratul himenal sau printre celulele din pielița pălăriei și a piciorului, probabil cu rol de excreție) fusiforme au o dimensiune de 70-75 × 7-8 microni.[9] Prezintă o mulțime de  pleurocistide (elemente sterile situate în himenul de pe fețele lamelor) cilindrice, până fusiforme, uneori clavate și rotunjite la capete de 45–75 × 6,5–9,5 microni. Muchiile aproape complet sterile poartă numeroase cheilocistide (elemente sterile situate pe muchia lamelor) fusiforme sau în formă de sulă cu o dimensiune de 20-50 x 5,5-9,5 microni. Pileocistidele (elemente sterile de pe suprafața pălăriei) numai puțin diferențiate formează un strat de hife slab gelatinoase, preponderent paralele, ocazional și slab ascendente, late de  3-12µm. Unele capete de hife sunt îndoite spre sus, altele ies în smocuri.[10][11]
- Reacții chimice: carnea se decolorează cu anilinä de fenol peste roz și purpuriu în negru-violet, carnea și lamelele cu fenol mai întâi roz, apoi negricios purpuriu, carnea cu guaiacol după o jumătate de oră slab gri-roșiatic, cu sulfat de fier gri roz-măsliniu murdar, iar cuticula asemănător culorii tutunului, și carnea cu tinctură de Guaiacum brun-roz, iar după 10 minute gri-verzui.[12][13]

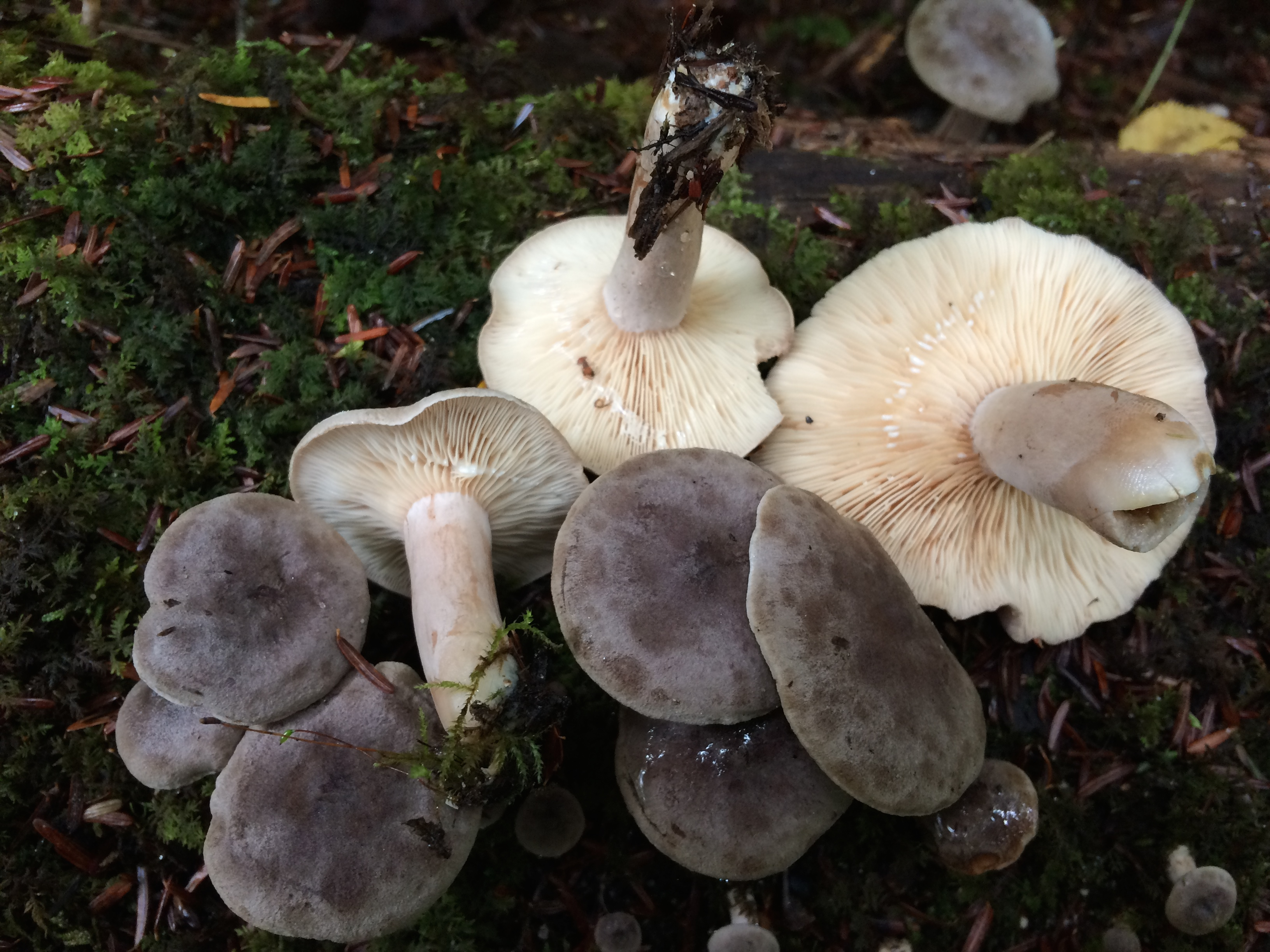
L. mammosus mai tineri, pălărie, lamele și picior
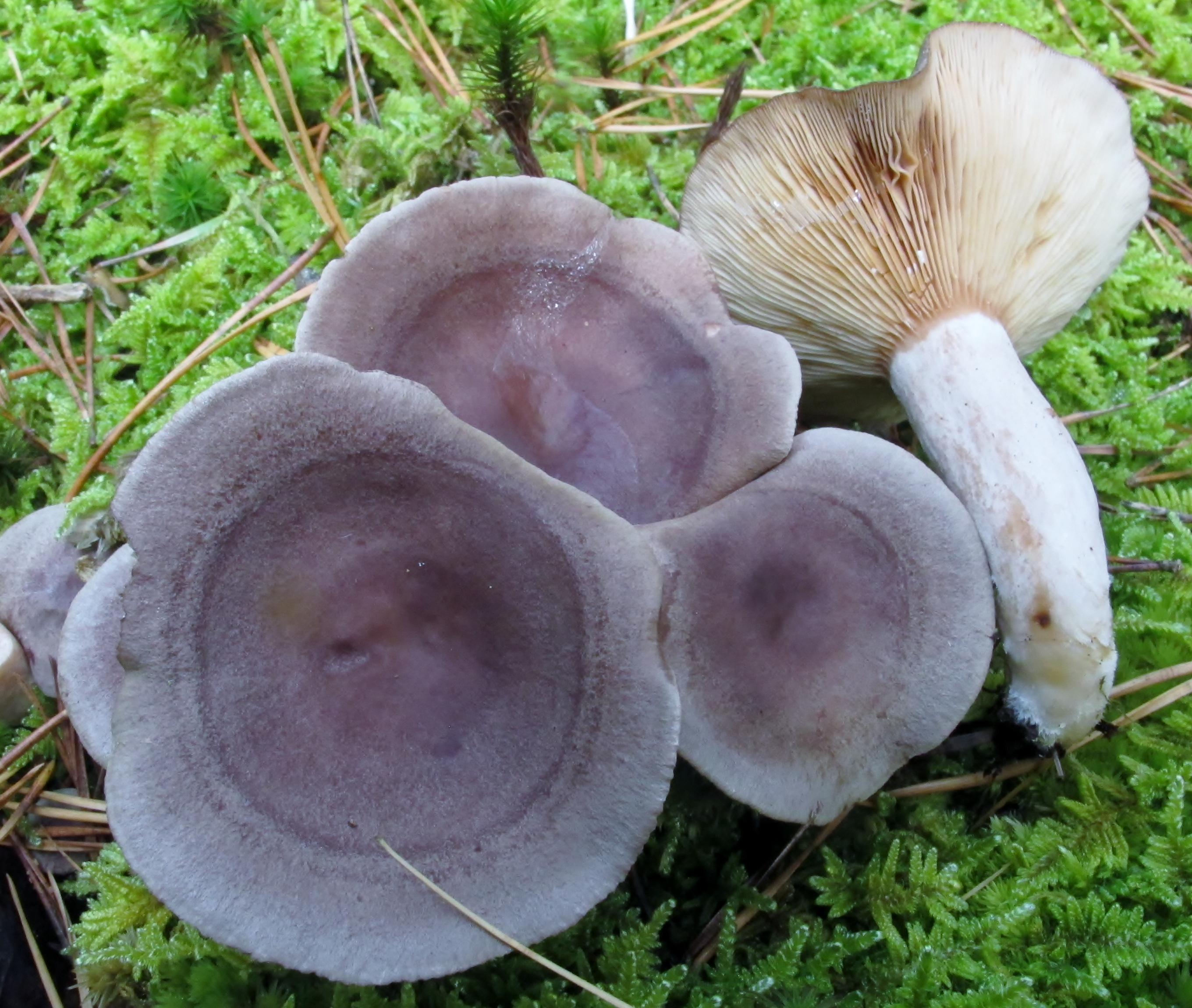
L. mammosus maturi, pălărie, lamele și picior
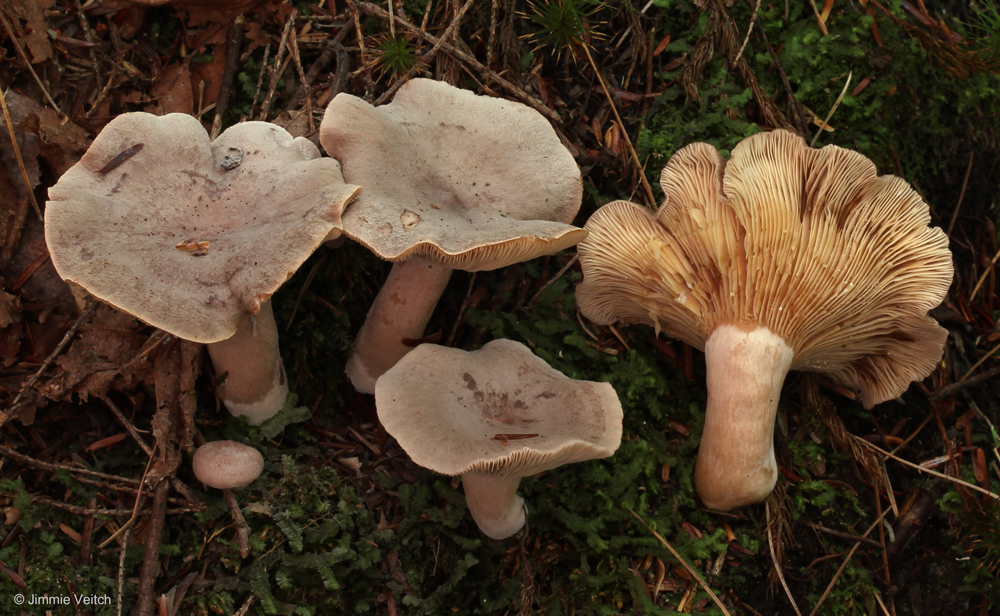
L. mammosus bătrâni, pălărie, lamele și picior

## Confuzii
Specia poate fi confundată cu Lactarius azonites (necomestibil), Lactarius blennius (necomestibil), Lactarius circellatus (necomestibil), Lactarius flexuosus (necomestibil), Lactarius glyciosmus (condiționat comestibil), Lactarius lilacinus (necomestibil), Lactarius pterosporus (necomestibil), Lactarius pyrogalus (necomestibil), Lactarius quietus (comestibil), Lactarius rufus (necomestibil), Lactarius trivialis (necomestibil), Lactarius uvidus (necomestibil) sau Lactarius vietus (necomestibil).

## Specii asemănătoare în imagini

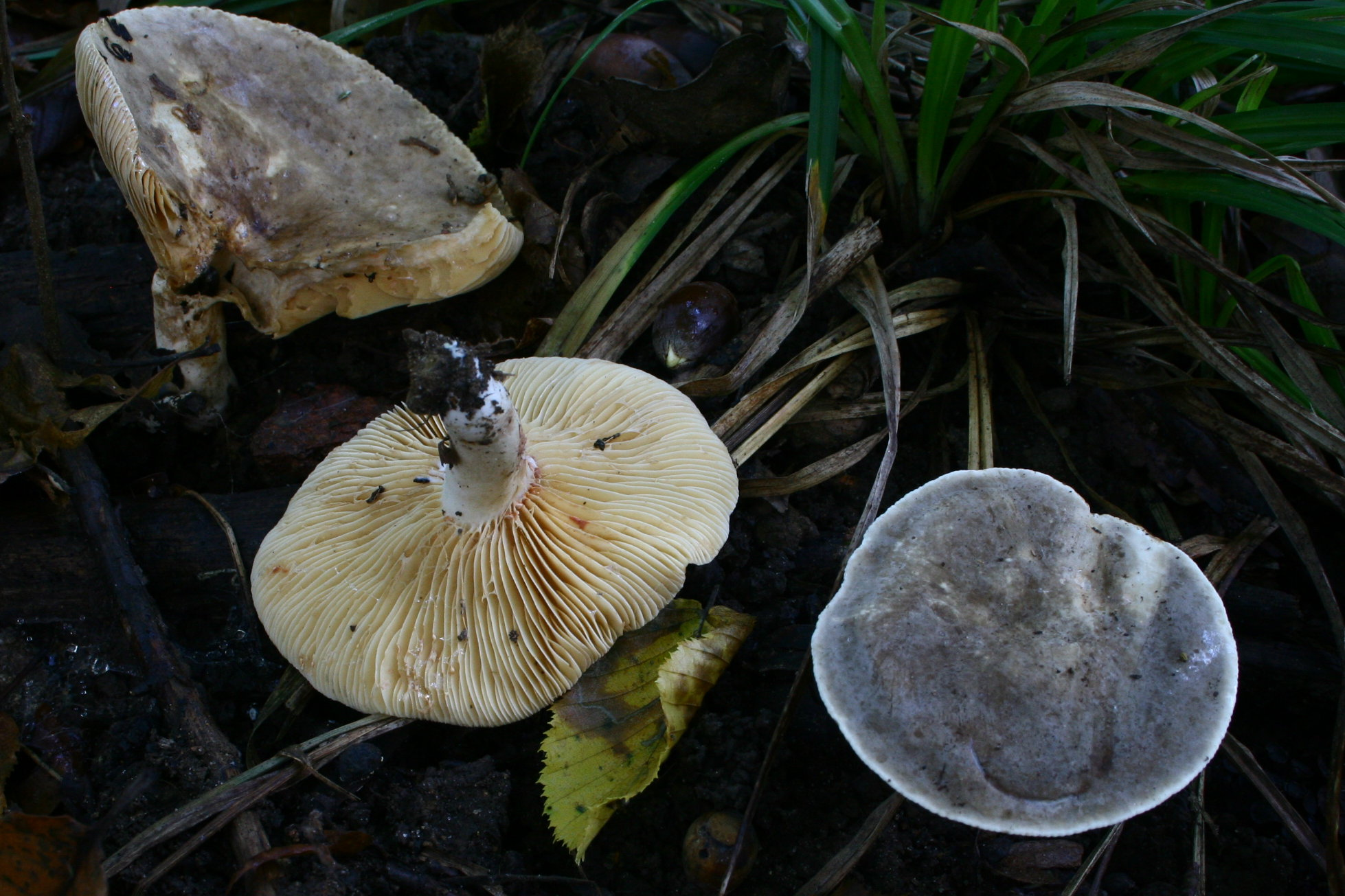
Lactarius azonites!
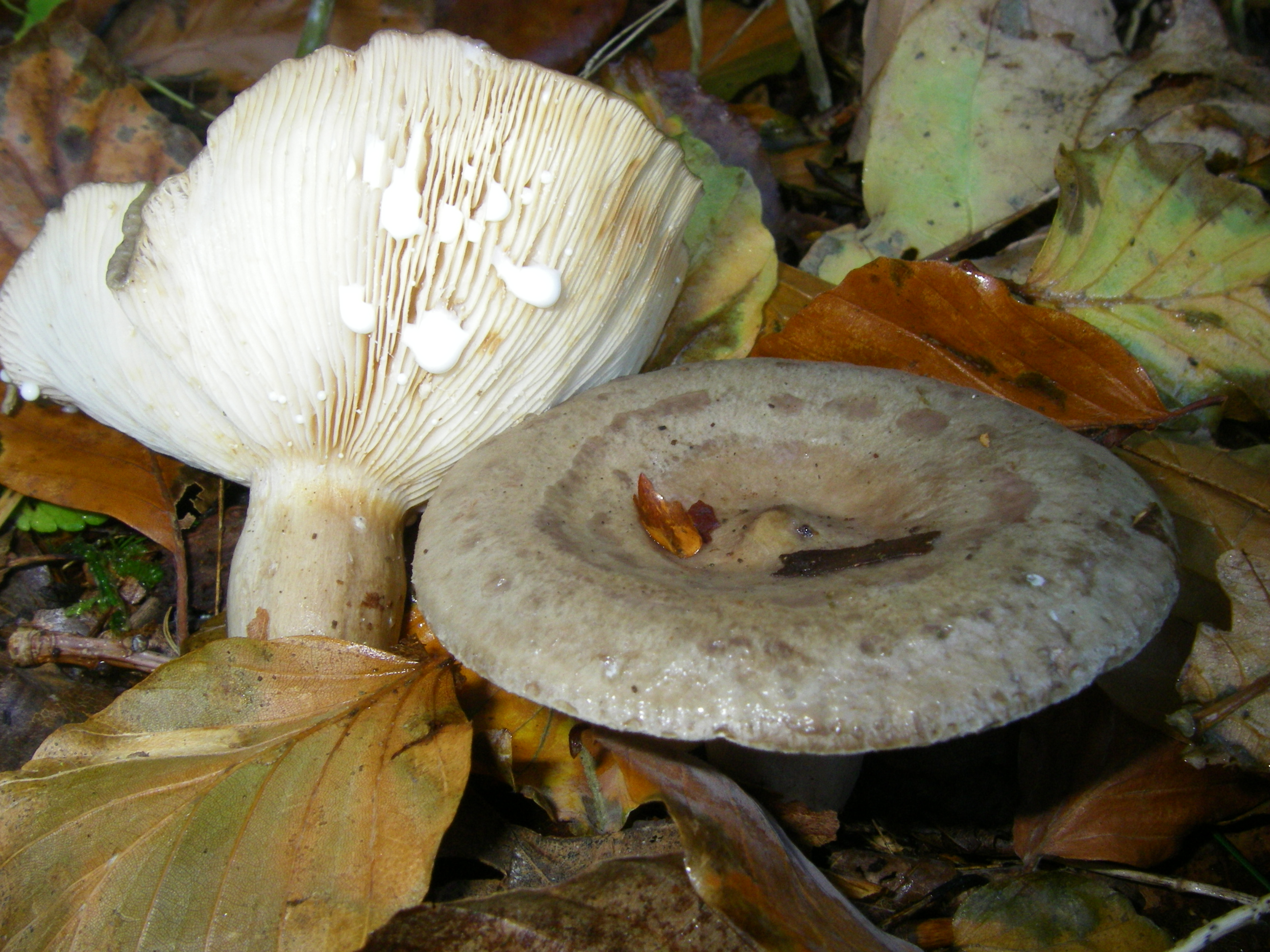
!Lactarius blennius!
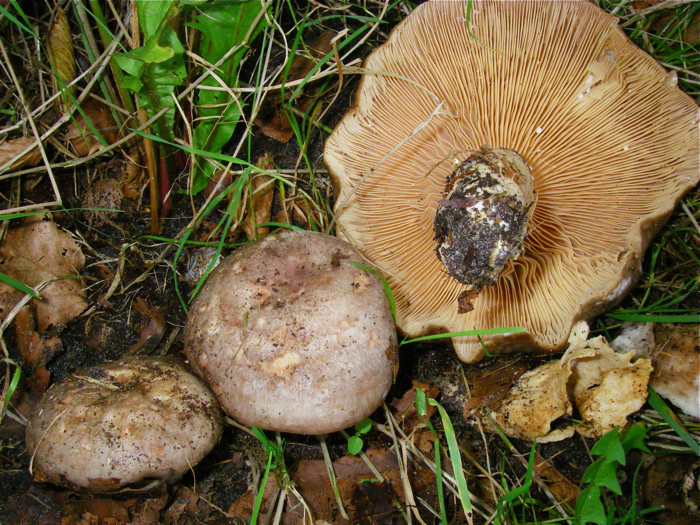
!Lactarius circellatus!
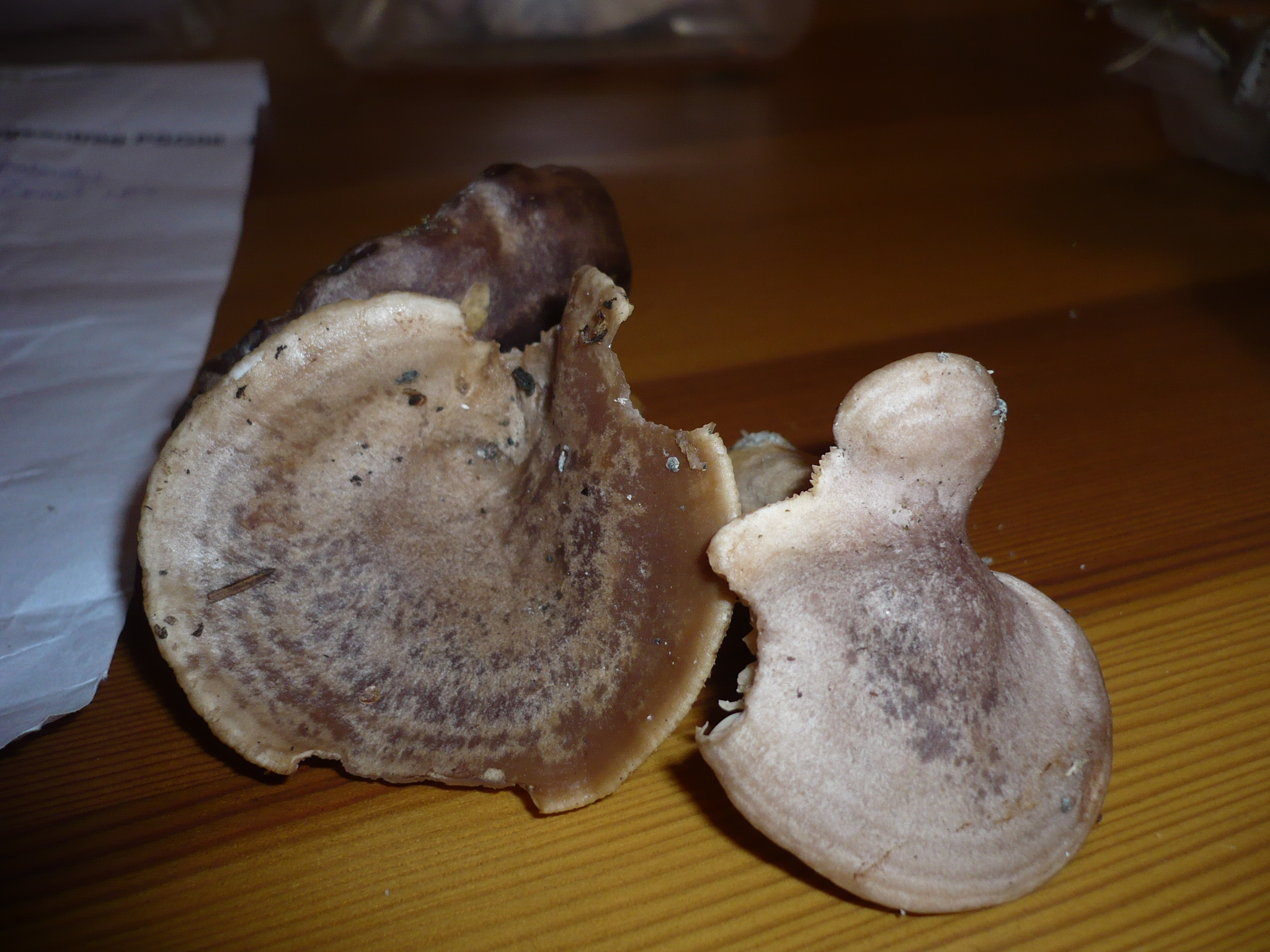
!Lactarius flexuosus!
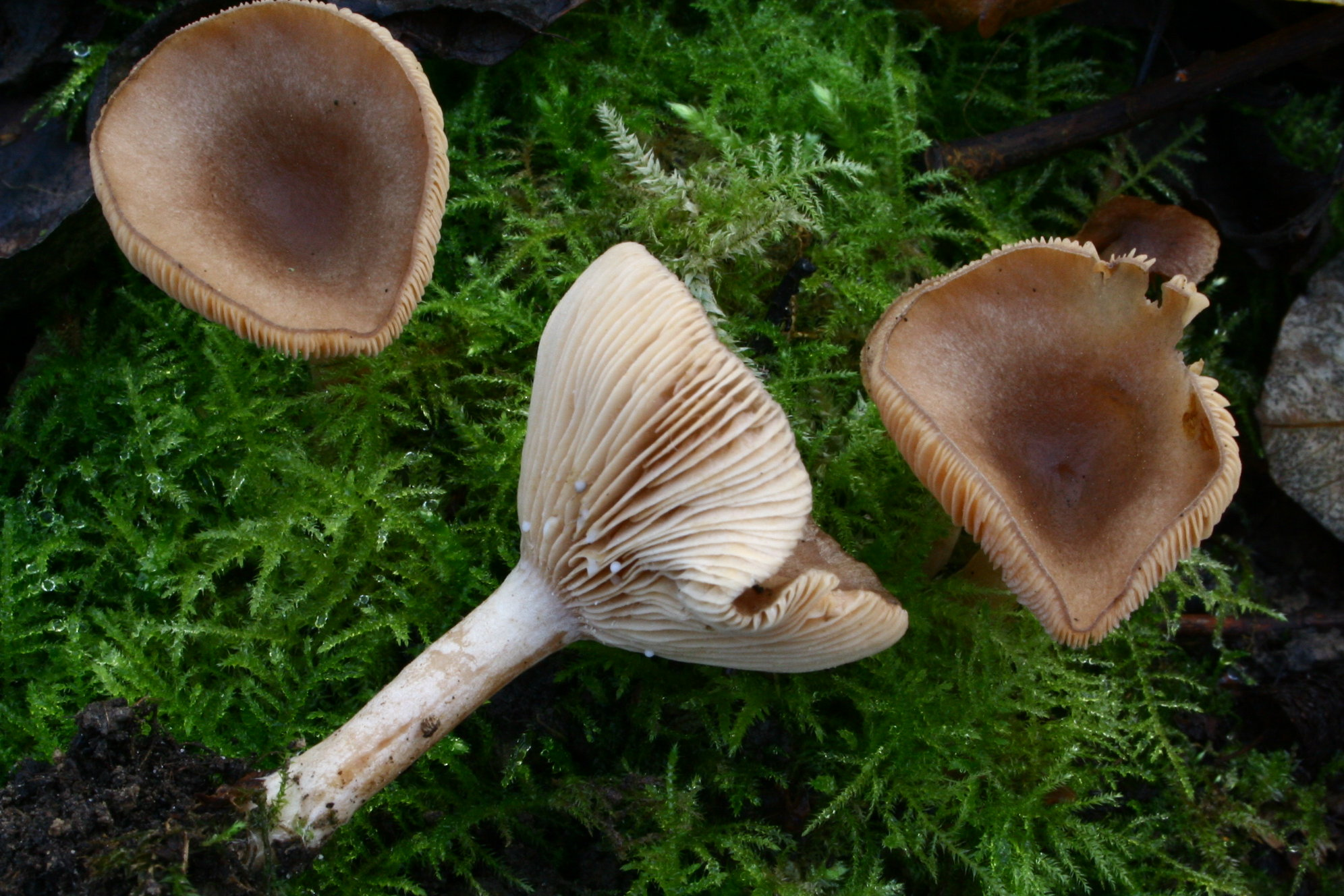
Lactarius glyciosmus
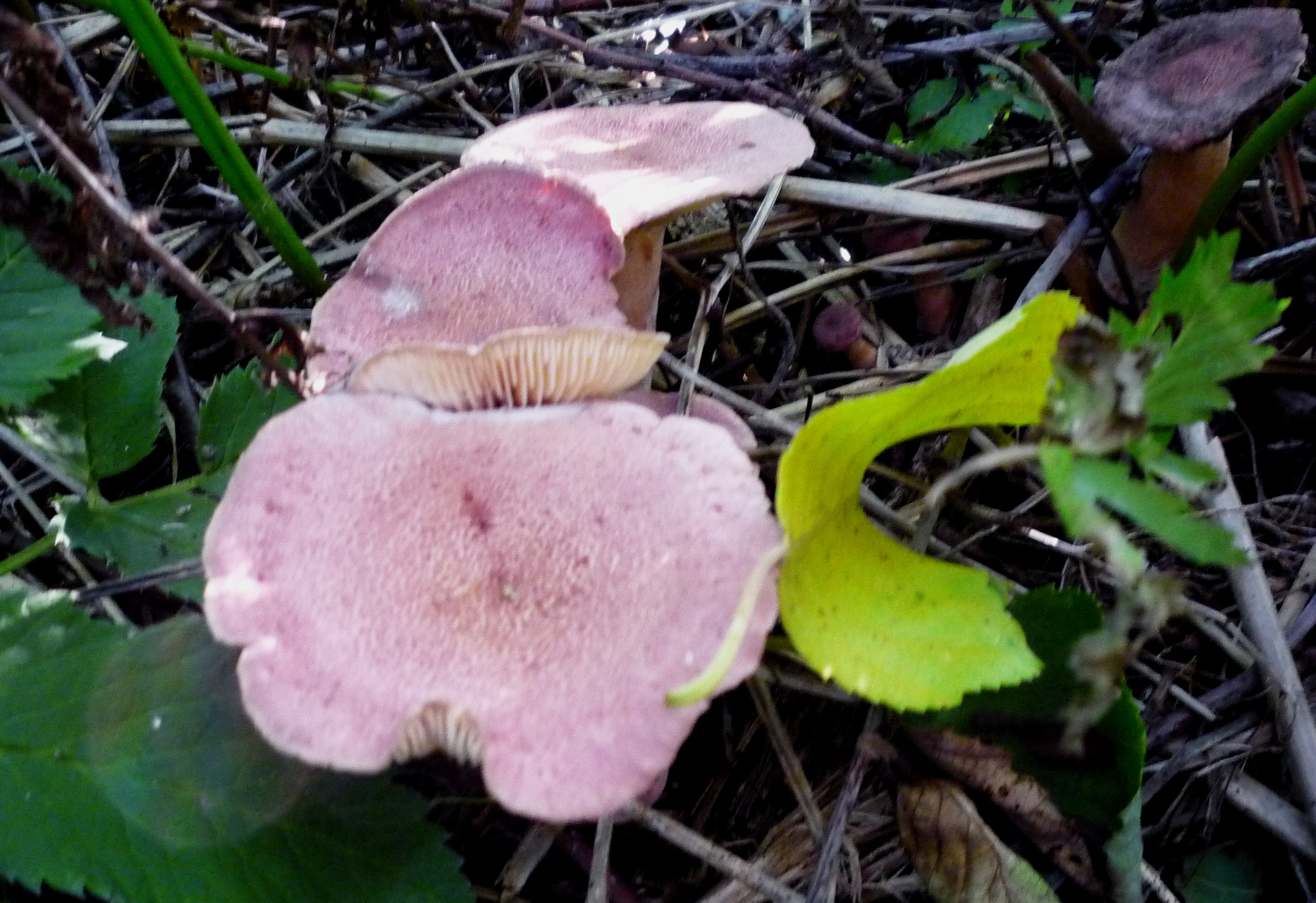
!Lactarius lilacinus!
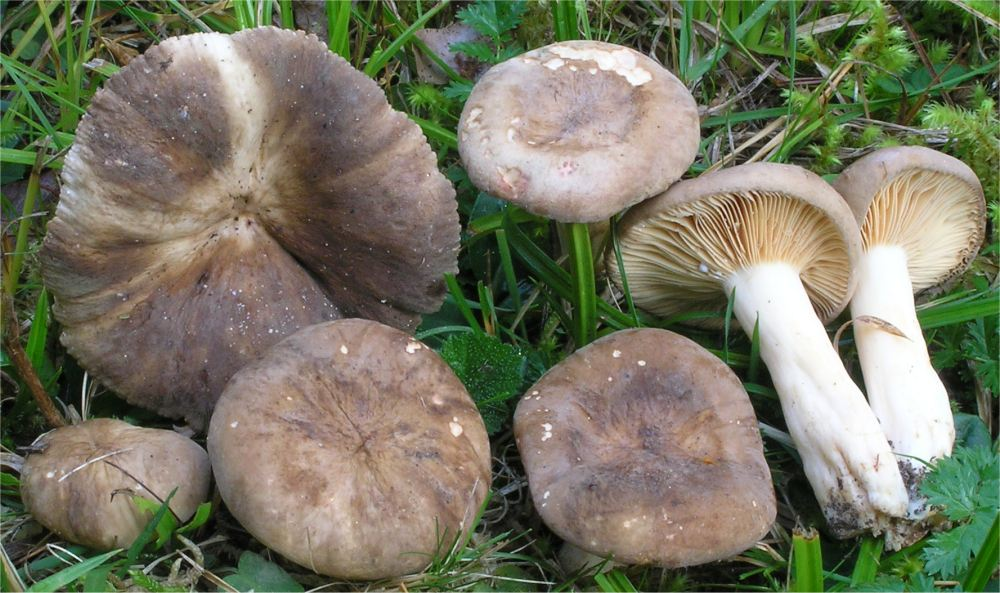
!Lactarius pterosporus!

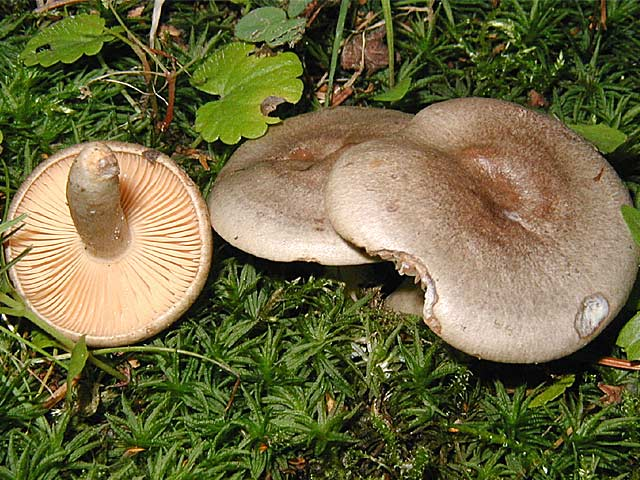
!Lactarius pyrogallus!
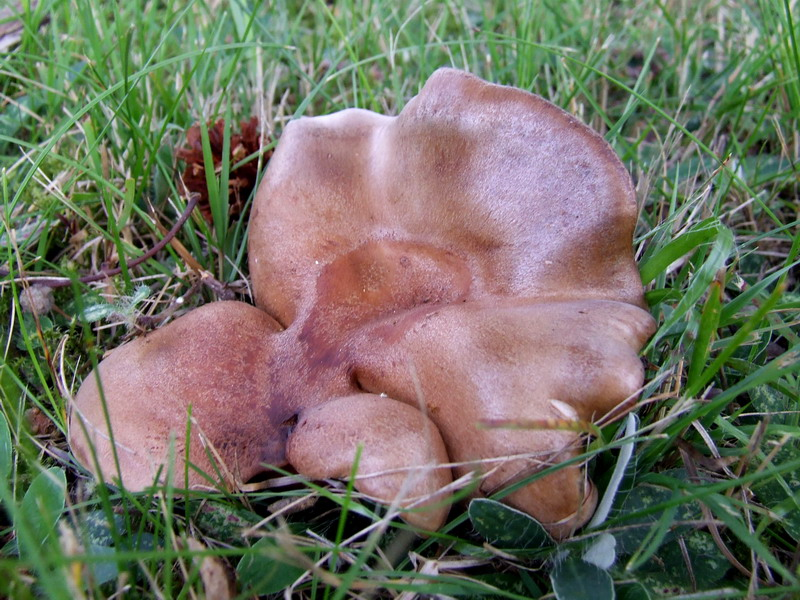
Lactarius quietus
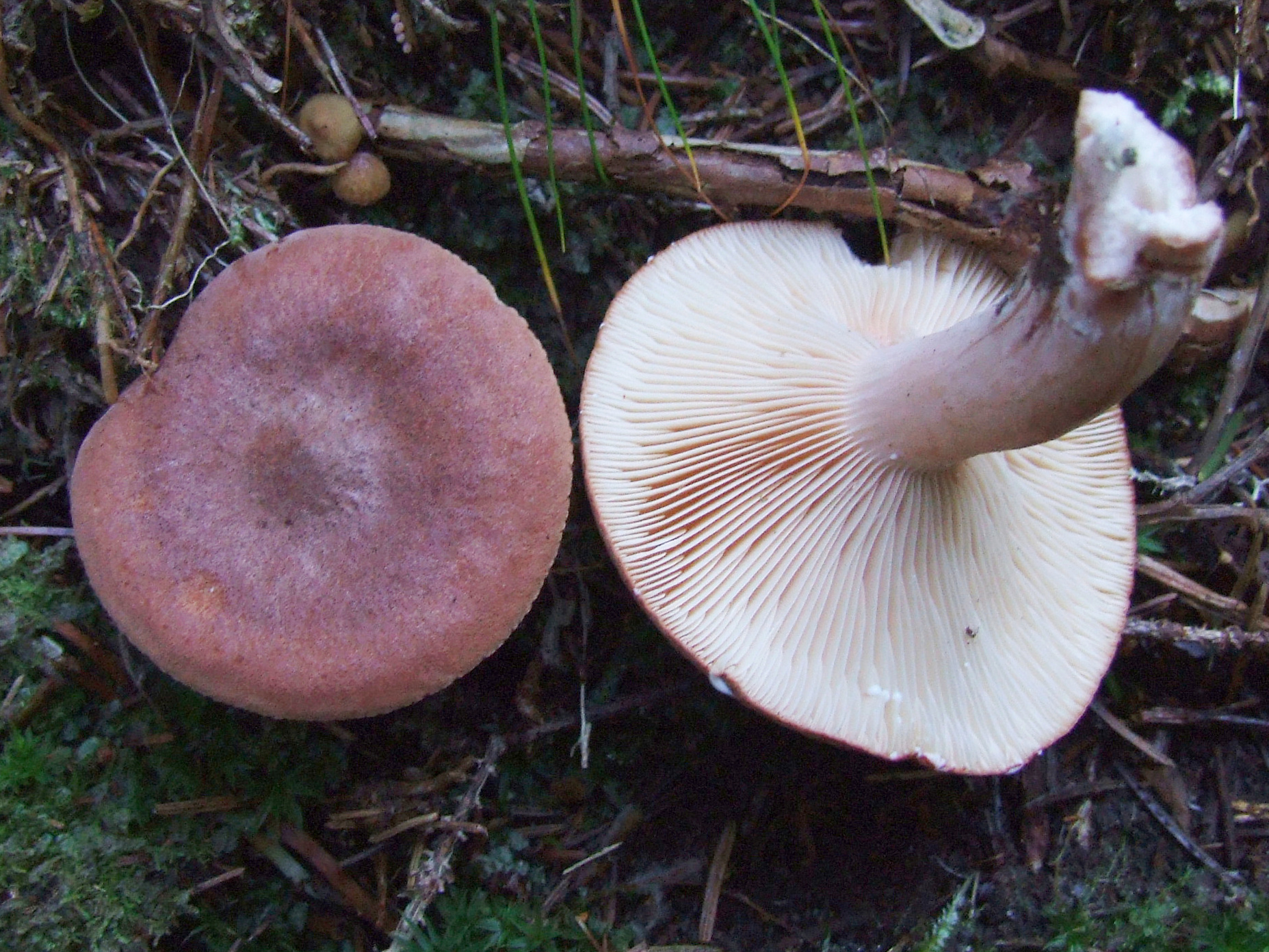
!Lactarius rufus!
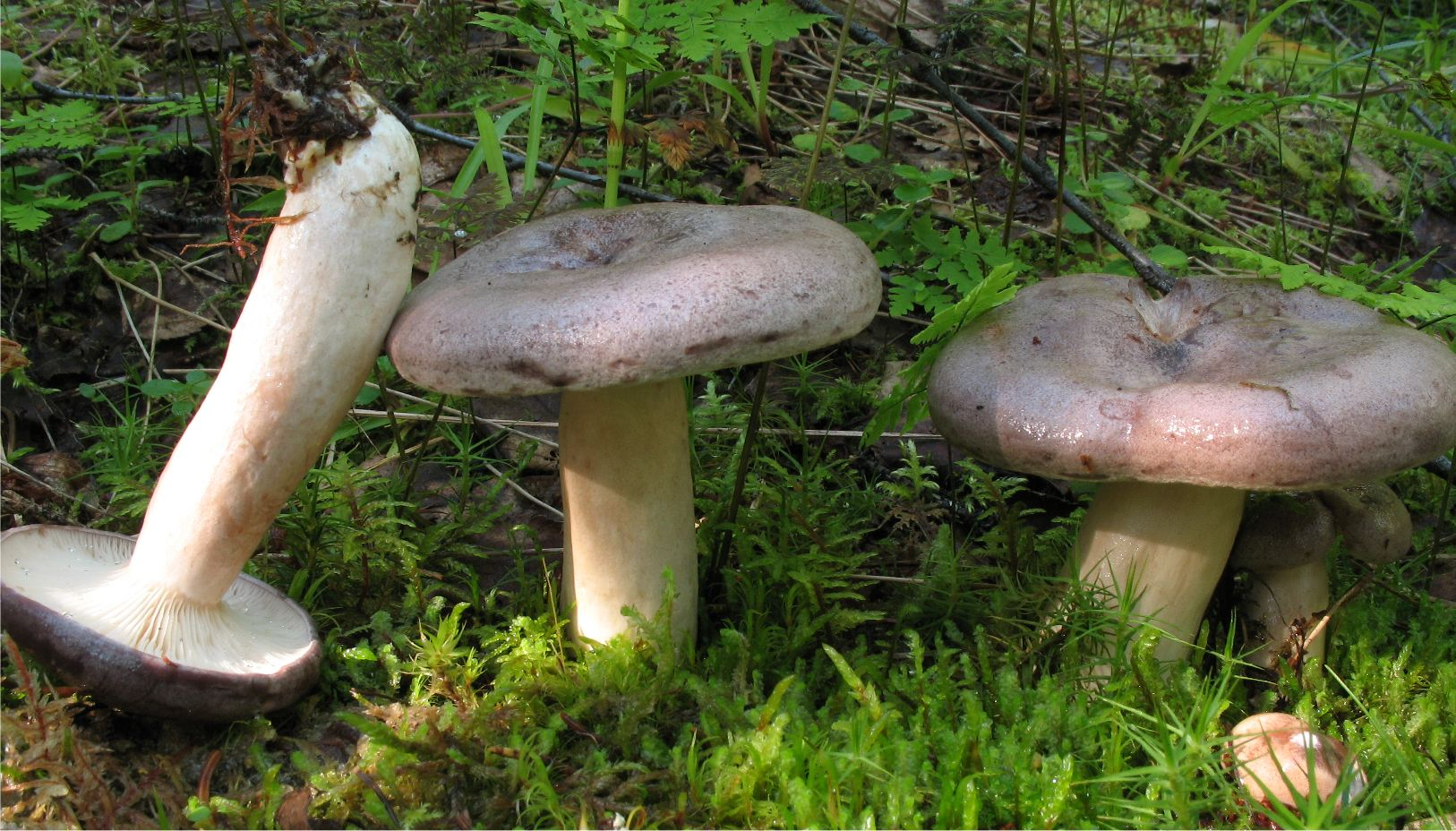
!Lactarius trivialis!
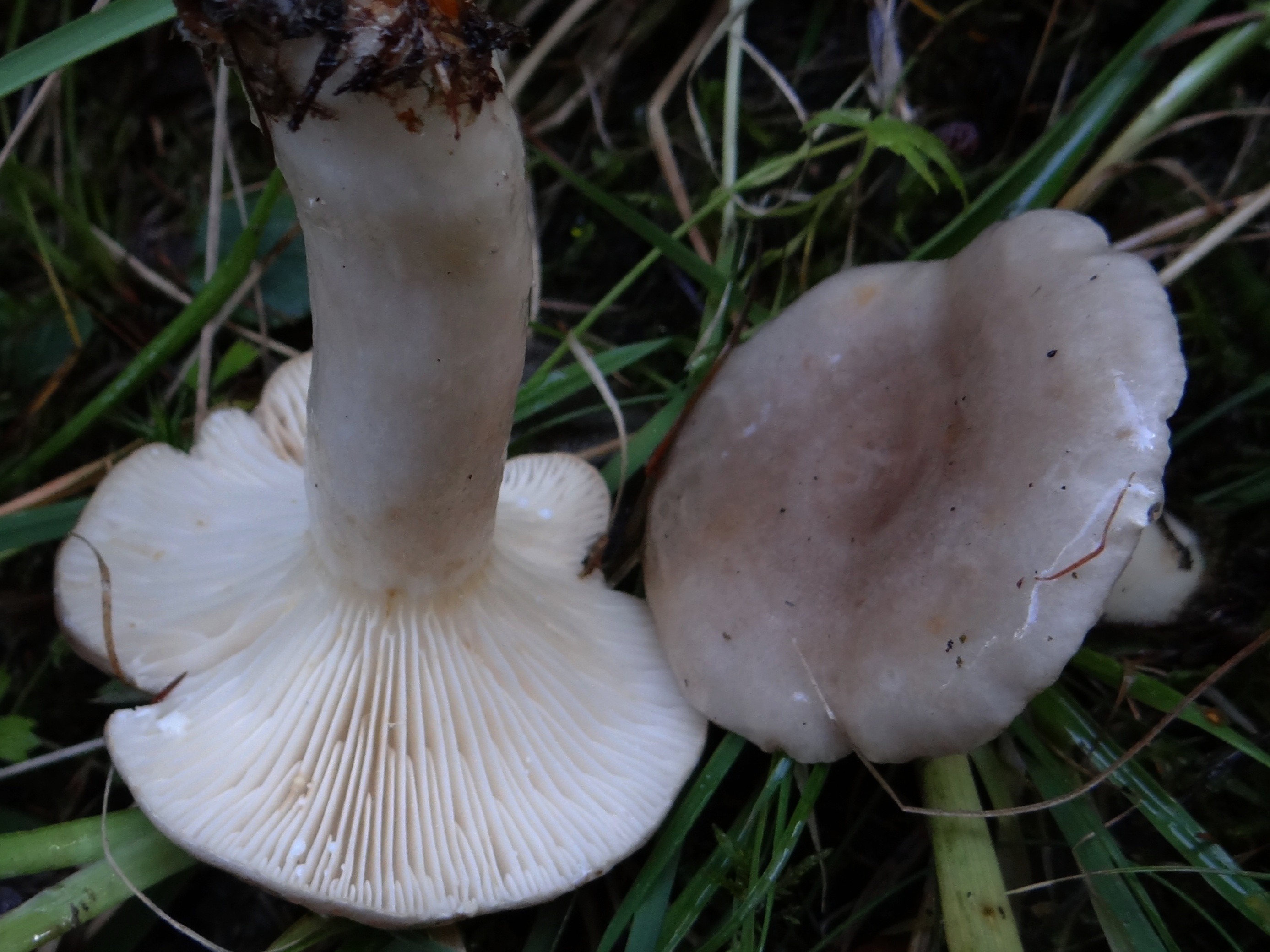
!Lactarius uvidus!
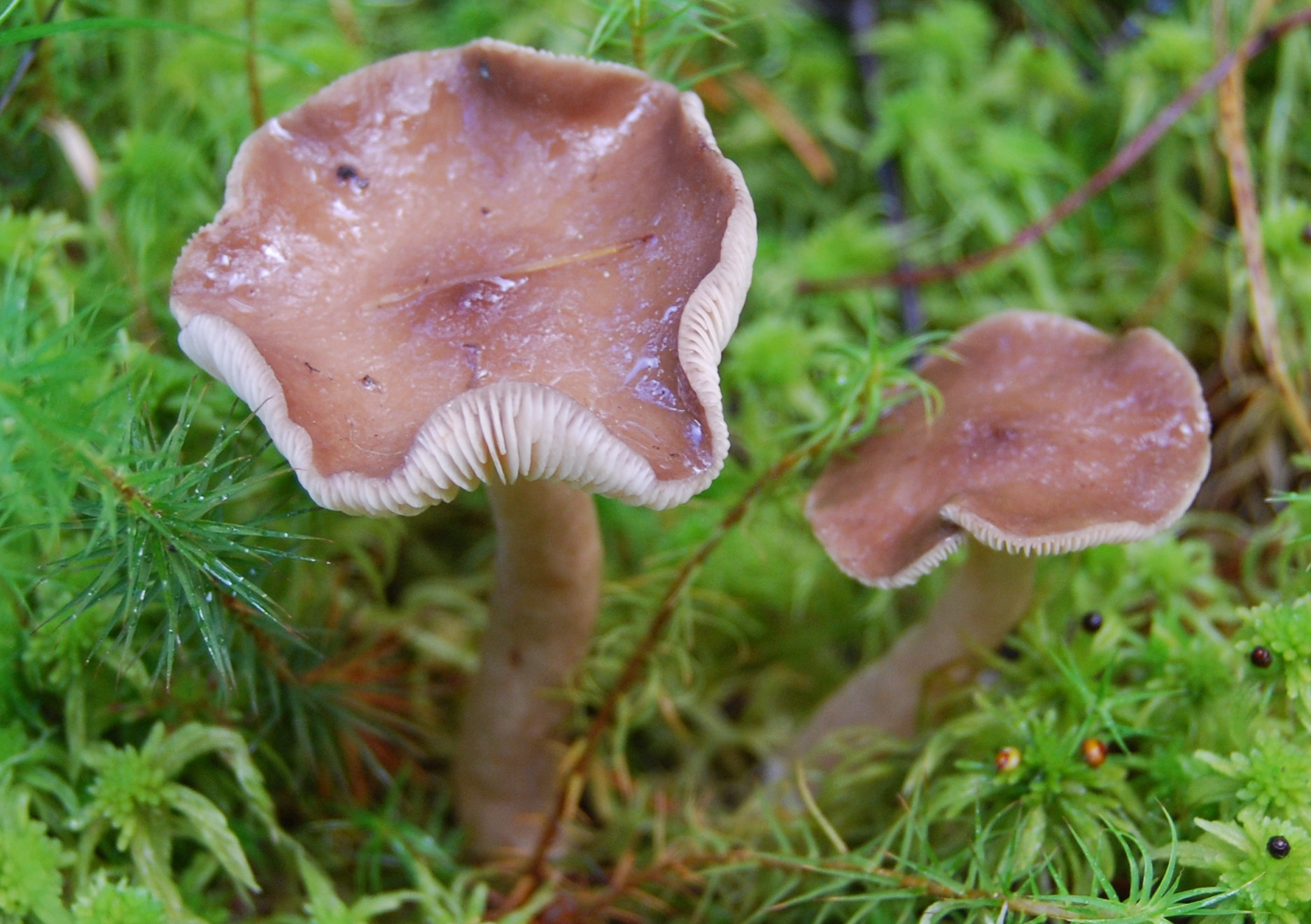
!Lactarius vietus!

## Valorificare
Deja mirosul nu invită la consum, dar cel târziu gustul amar și iute va dovedi final necomestibilitatea a acestei ciuperci.